# The Cambridge History of China
The Cambridge History of China é uma longa série de livros publicados pela Cambridge University Press (CUP) cobrindo a história da China desde a fundação da dinastia Qin, em 221 a.C, até 1982 d.C. A história chinesa antes da ascensão da dinastia Qin é coberta por um volume independente, The Cambridge History of Ancient China (1999)  que segue o sistema de romanização pinyin; todos os outros volumes adotam a romanização Wade–Giles. 
A série foi concebida pelo historiador britânico Denis C. Twitchett e pelo historiador norte-americano John K. Fairbank no final dos anos 1960, sendo publicada a partir de 1978. A coleção completa conterá 15 volumes compostos de 17 livros (não incluindo o Cambridge History of Ancient China) com os volumes 5 e 9 consistindo de dois livros cada.
Uma tradução chinesa não autorizada do volume 7 (The Ming Dynasty, 1368–1644, Part 1) foi feita em 1992 pela Academia Chinesa de Ciências Sociais. Nesta versão, o mapa do império Ming na edição original foi substituído por um mais completo do Atlas Histórico da China, enquanto os demais mapas foram usados sem qualquer alteração.
O volume 2 será publicado em 2019, enquanto que o volume final, volume 4, será publicado em 2020. 

## Volumes
Os volumes da série são os seguintes:
1. The Ch'in e Han Empires, 221 aC - 220 dC (editado por Denis Twitchett e Michael Loewe ), dezembro de 1986. ISBN 978-0-521-24327-8
2. The Six Dynasties, 220-581 (editado por Albert E. Dien e Keith N. Knapp), 30 de novembro de 2019. ISBN 9781107020771 [Ainda não publicado] [4]
3. Sui and T'ang China, 589-906 dC, Part 1 (editado por Twitchett), setembro de 1979. ISBN 978-0-521-21446-9. Este volume cobre a história política das dinastias Sui e Tang.
4. Sui and T'ang China, 589-906 dC, Part 2 (editado por Twitchett), 1 de abril de 2020 ISBN 9780521243292. Este volume destina-se a cobrir questões culturais e econômicas relacionados às dinastias Sui e Tang). [Ainda não publicado] [5]
5. The Sung Dynasty and its Precursors, 907–1279, Part 1 (editado por Twitchett e Paul Jakov Smith), março de 2009. ISBN 978-0-521-81248-1. Esta parte cobre a história política das Cinco Dinastias e dos Dez Reinos e da dinastia Song. 
  - Sung China, 960-1279 dC, Part 2 (editado por John W. Chaffee e Twitchett), março de 2015. ISBN 978-0-521-24330-8. Esta parte abrange governo, economia, direito, educação, sociedade e filosofia da dinastia Song.
6. Alien Regimes and Border States, 907-1368 (editado por Twitchett e Herbert Franke), novembro de 1994. ISBN 978-0-521-24331-5. Este volume cobre a dinastia Liao, a dinastia Jin, a dinastia Xia Ocidental e a dinastia Yuan.
7. The Ming Dynasty, 1368–1644, Part 1 (editado por Frederick W. Mote e Twitchett), fevereiro de 1988. ISBN 978-0-521-24332-2. Este volume cobre a história política da dinastia Ming.
8. The Ming Dynasty, 1368–1644, Part 2 (editado por Twitchett e Mote), janeiro de 1998. ISBN 978-0-521-24333-9. Este volume abrange governo, lei, relações exteriores, economia, cultura e religião da dinastia Ming.
9. The Ch'ing Empire to 1800, Part 1 (editado por Willard J. Peterson), dezembro de 2002. ISBN 978-0-521-24334-6. Esta parte cobre a conquista Manchu da China, e a história política e a sociedade da dinastia Qing, de Nurhaci ao Imperador Qianlong. 
  - The Ch'ing Dynasty to 1800, Part 2 (editado por Peterson) em abril de 2016. ISBN 978-0-521-24335-3. Esta parte abrange as primeiras conquistas de Qing (Taiwan, Mongólia, Xinjiang e Tibete) e as relações internacionais (Coreia, Vietnã, Japão e europeus marítimos), bem como a governança provincial, o aprendizado, o taoismo e as elites locais no início da dinastia Qing.
10. Late Ch'ing 1800-1911, Part 1 (editado por John K. Fairbank), junho de 1978. ISBN 978-0-521-21447-6. Este volume cobre a história política dos últimos 111 anos do domínio Manchu sobre a China.
11. Late Ch'ing 1800-1911, Part 2 (editado por Fairbank e Kwang-Ching Liu), setembro de 1980. ISBN 978-0-521-22029-3. Este volume cobre economia, relações exteriores, mudanças políticas e sociais e o movimento revolucionário do final da dinastia Qing.
12. Republican China, 1912-1949, Part 1 (editado por Fairbank e Twitchett), setembro de 1983. ISBN 978-0-521-23541-9.
13. Republican China, 1912-1949, Parte 2 (editado por Fairbank e Albert Feuerwerker ), julho de 1986. ISBN 978-0-521-24338-4.
14. The People's Republic, Part 1: Emergence of Revolutionary China, 1949–1965 (editado por Roderick MacFarquhar e Fairbank), junho de 1987. ISBN 978-0-521-24336-0.
15. The People's Republic, Part 2: Revolutions Within the Chinese Revolution, 1966–1982 (editado por MacFarquhar e Fairbank), novembro de 1991. ISBN 978-0-521-24337-7.

## The Cambridge History of Ancient China
The Cambridge History of Ancient China: From the Origins of Civilization to 221 BC aC, editado por Michael Loewe e Edward L. Shaughnessy, foi publicado em 1999 ( ISBN 978-0-521-47030-8). Este livro fornece um levantamento da história institucional e cultural da China até a unificação da China por Qin Shi Huang em 221 aC. Quatorze especialistas sobre a história da China, incluindo Robert Bagley, Kwang-chih Chang, Cho-yun Hsu, David Keightley, Mark Edward Lewis, David S. Nivison e Jessica Rawson contribuíram nesse volume. 